# Le Cou de la girafe
Le cou de la girafe es una película de drama franco-belga estrenada en 2004 y dirigida por Safy Nebbou. Fue protagonizada por Sandrine Bonnaire.

## Sinopsis
Mathilde, de diez años, vive con su madre Helene en los suburbios de París. La niña encontrará una carta de su abuela desaparecida en la que pide a su marido, el abuelo de Mathilde, que la busque y le dice como podrá encontrarla.

## Reparto
- Sandrine Bonnaire como Hélène
- Claude Rich como Paul
- Louisa Pili coml Mathilde
- Darry Cowl como Léo
- Philippe Leroy como Maxime
- Maurice Chevit como Maurice
- Monique Mélinand como Madeleine
- Marie Mergey como Émilie
- Geneviève Rey-Penchenat como Marguerite
- Paul Pavel como M. Achraf
- Françoise Jamet como Lucie
- Sarah Boreo como Renée
- Arlette Didier como Josette
- Stéphane Bissot como Stéphanie
- Frédéric Gorny como el inspector